# Cornel Penescu
Cornel Penescu (n. 14 august 1967) este un om de afaceri român din Pitești. În prezent, el este acuzat în Cazul Penescu că ar fi mituit mai mulți arbitri dar și oficiali ai Federației Române de Fotbal pentru a avea un arbitraj favorabil la câteva dintre meciurile echipei de fotbal FC Argeș. 
Cornel Penescu este în continuare patronul echipei FC Argeș, dar pentru că a fost declarat persona non grata, fiul său, Andrei Penescu a fost desemnat să-i ia locul.. 
Cornel Penescu este fondatorul companiei Pic, împreună cu fratele său, Ilie Penescu.

## Controverse
Penescu a fost arestat preventiv la data de 13 aprilie 2009, fiind eliberat zece luni mai târziu, pe 29 ianuarie 2010, măsura arestării preventive fiind înlocuită cu obligația inculpatului de a nu părăsi teritoriul României.
Cornel Penescu a fost trimis în judecată de DNA pe 25 iunie 2009 pentru 3 infracțiuni de dare de mită.
Pe 4 februarie 2015 Curtea de Apel Pitești l-a condamnat definitiv pe Cornel Penescu la 5 ani de închsoare cu executare.
Pe 11 septembrie 2009 Cornel Penescu a fost trimis în judecată de DNA pentru instigare la dare de mită și instigarea la fals intelectual.
Pe 15 octombrie 2013 Înalta Curte de Casație și Justiție l-a condamnat definitiv la 2 ani si 6 luni închisoare cu suspendare.
Pe 29 septembrie 2009  Cornel Penescu a fost trimis în judecată de DNA pentru infracțiunea de dare de mită.
Pe 5 martie 2014 Înalta Curte de Casație și Justiție l-a condamnat la 2 ani închisoare cu executare.
Pe 5 iunie 2014, Cornel Penescu a fost condamnat definitiv, de ICCJ, la trei ani de închisoare cu suspendare, după ce a fost găsit vinovat că l-a plătit pe fostul arbitru Ionică Serea să declare echipa FC Argeș câștigătoare într-un meci disputat cu Steaua București.